# Verifikationismus
Verifikationismus ist eine Position in der Sprachphilosophie, der zufolge der Sinn eines Satzes in der Methode seiner Verifikation besteht.
Der Verifikationismus ist auf dem Hintergrund des Problems zu sehen, ein Sinnkriterium zu formulieren, das wissenschaftlich bedeutsame Aussagen von metaphysischen Aussagen zu unterscheiden erlaubt. Der Verifikationismus hat damit zur Absicht und Konsequenz, dass Sätze, die sich nicht verifizieren lassen, als sinnlos bezeichnet werden. Sinnlose Aussagen sind aus der empirischen Wissenschaft auszuscheiden.
Ausgehend von Ludwig Wittgenstein wurde der Verifikationismus durch den Wiener Kreis vertreten, und zwar in unterschiedlichen Versionen von Rudolf Carnap, Moritz Schlick und Friedrich Waismann.
Der Verifikationismus ist nicht einfach die Umkehrung des Falsifikationismus. Denn Karl Popper geht es bei letzterem um ein davon abweichendes Problem: Er sucht nicht ein Kriterium für den Sinn von Aussagen, sondern ein Abgrenzungskriterium von empirischer Wissenschaft einerseits und Metaphysik, Logik und Mathematik auf der anderen Seite. Er findet dieses Kriterium in der Widerlegbarkeit von Aussagen durch empirische Tests.
Der Philosoph Daniel Dennett versucht, mittels des Verifikationismus Probleme in der Philosophie des Geistes – etwa das Qualiaproblem – als Scheinprobleme zu entlarven.
Michael Dummett hat innerhalb seiner Sprachphilosophie folgende Alternativen zur Erklärung der Bedeutung eines Satzes in einer jeweiligen Sprache untersucht: a) in Begriffen, wie wir ihn als wahr erweisen; b) in Begriffen dessen, was involviert ist, wenn wir ihn als wahr akzeptieren.

## Einzelbelege
1. ↑  Moritz Schlick: Philosophische Logik. Frankfurt 1986, S. 144.
2. ↑  Hans-Joachim Dahms: Positivismusstreit: Die Auseinandersetzungen der Frankfurter Schule mit dem logischen Positivismus, dem amerikanischen Pragmatismus und dem kritischen Rationalismus. Suhrkamp, 1994, ISBN 3-518-28658-7, S. 330 ff.
3. ↑  „What we have been considering are two alternative ways of explaining the meanings of sentences of a language in terms of how we establish them as true; and in terms of what is involved in accepting them as true… They are complementary in that both are needed to give an account of the practice of speaking the language.“ (Language and Truth. In: The Sea of Language. Oxford 1993, S. 142); siehe dazu Jürgen Habermas: Wahrheit und Rechtfertigung. Frankfurt am Main 2004, ISBN 3-518-29323-0, S. 96.